# Sekaiichi Hatsukoi
Sekaiichi Hatsukoi (jap. 世界一初恋 〜小野寺律の場合〜 Sekai'ichi hatsukoi ~Onodera ritsu no baai~) – manga z gatunku yaoi napisana i zilustrowana przez Shungiku Nakamurę. W 2011 roku na podstawie mangi stworzono serial anime pt. Sekai'ichi Hatsukoi, wyprodukowane przez Studio Deen pod kierunkiem Chiakiego Kona. Anime było emitowane od 9 kwietnia do 25 czerwca 2011 roku. Do piątego tomu mangi, wydanego w marcu 2011 roku dołączono odcinek OVA. Druga seria anime została wyemitowana od października do grudnia 2011 roku.

## Fabuła
Onodera Ritsu, redaktor literacki, rezygnuje z pracy w wydawnictwie swojego ojca ze względu na zazdrość swoich współpracowników, którzy twierdzą, że korzysta z rodzinnych znajomości. Składa wniosek o pracę w Marukawa Publishing, ale zamiast preferowanego przez siebie działu literatury jest on umieszczony w niesławnym dziale mangi shōjo, Emerald. Początkowo rozważa rezygnację z pracy, zwłaszcza, że uważa swego nowego szefa, Masamune Takano, za nieznośnego i denerwującego od samego początku. Jednak Takano nieumyślnie przekonuje Onoderę do zostania w pracy, nazywając go „bezużytecznym” – duma Ritsu zmusza go do udowodnienia swojej wartości. Później dowiaduje się on, że poprzednim nazwiskiem Takano jest Saga – takie samo jak starszego kolegi z liceum, w którym Ritsu się zakochał dziesięć lat temu.

## Bohaterowie
- Ritsu Onodera (jap. 小野寺律 Onodera Ritsu)

Seiyū: Takashi Kondō 
25-letni redaktor literacki. Jest jedynym synem szefa firmy Onodera Publication, a wcześniej pracował w firmie ojca w dziale literatury. Gdy usłyszał swoich kolegów oskarżających go o korzystanie z faktu, że pracuje w firmie swojego ojca, postanawia udowodnić, że może odnieść sukces na własną rękę, idąc do pracy w Marukawa Publishing. Po zranieniu przez swoją pierwszą miłość w liceum, Ritsu przysiągł nigdy nie zakochać się ponownie. Jednak jego postanowienie jest poddane próbie, kiedy spotyka się z chłopcem, którego kiedyś kochał: teraz już mężczyznę – swojego nowego szefa – sprawy staną się bardzo skomplikowane dla niego. Musi przemyśleć, jakie są jego uczucia względem Masamune. Wspomniane jest również, że był on jednym z redaktorów Akihiko Usamiego (głównego bohatera Junjō Romantica) w swojej poprzedniej pracy.
- Masamune Takano (jap. 高野政宗 Takano Masamune)

Seiyū: Katsuyuki Konishi 
Wcześniej znany jako Masamune Saga, zanim jego rodzice się rozwiedli w szkole średniej, a jego matka ponownie wyszła za mąż. Jest redaktorem naczelnym wydziału Emerald w Marukawa Publishing. W przeszłości, gdy chodził do liceum był w krótkim związku z Ritsu, ale przez nieporozumienie, oboje ze sobą zerwali. Później okazuje się, że z powodu zerwania, problemów rodzinnych, a także innych osobistych problemów przeszedł przez załamanie, po którym pozostały mu nierozstrzygnięte uczucia do Ritsu. Kiedy on i Ritsu uświadamiają sobie, kim są naprawdę, Masamune obiecuje Ritsu rozkochać go w sobie ponownie. W Sekai'ichi Hatsukoi: Takano Masamune no Baai, czytelnik widzi z perspektywy Takano jego pierwsze spotkanie z Ritsu.
- Chiaki Yoshino (jap. 吉野千秋 Yoshino Chiaki)

Seiyū: Shinnosuke Tachibana 
Chiaki Yoshino jest 28-letnim artystą shōjo-manga znanym jako Chiharu Yoshikawa (kobiece imię). Jego edytorem nadzorującym jest Yoshiyuki Hatori, który jest też jego przyjacielem z dzieciństwa. Jego dwaj najlepsi przyjaciele to Hatori i Yanase, ale linie między przyjaźnią a miłością zacierają się po kilku mylących incydentach. Chiaki zaczyna kwestionować swoje uczucia do Hatori'ego po tym jak wydawało mu się, że widzi go i Yanase razem, a potem pewnej nocy zostaje pocałowany przez Hatori'ego. Chiaki zaczyna zdawać sobie sprawę, że musi skonfrontować swoje prawdziwe uczucia lub zaryzykować utratę ich obu.
- Yoshiyuki Hatori (jap. 羽鳥芳雪 Hatori Yoshiyuki)

Seiyū: Yūichi Nakamura 

## Muzyka

### Pierwsza seria
Opening
- "Sekai de Ichiban Koishiteru" (jap. 世界で一番恋してる), śpiewane przez Shuhei Kita

Ending
- "Ashita, Boku wa Kimi ni Ai ni Yuku" (jap. 明日、僕は君に会いに行く), śpiewane przez Wakaba

### Druga seria
Opening
- "Sekai no Hate ni Kimi ga Itemo" (jap. 世界の果てに君がいても), śpiewane przez Shuhei Kita

Ending
- "Aikotoba" (jap. アイコトバ), śpiewane przez Sakura Merry-Men